# Luis de Borbón, conde de Vermandois

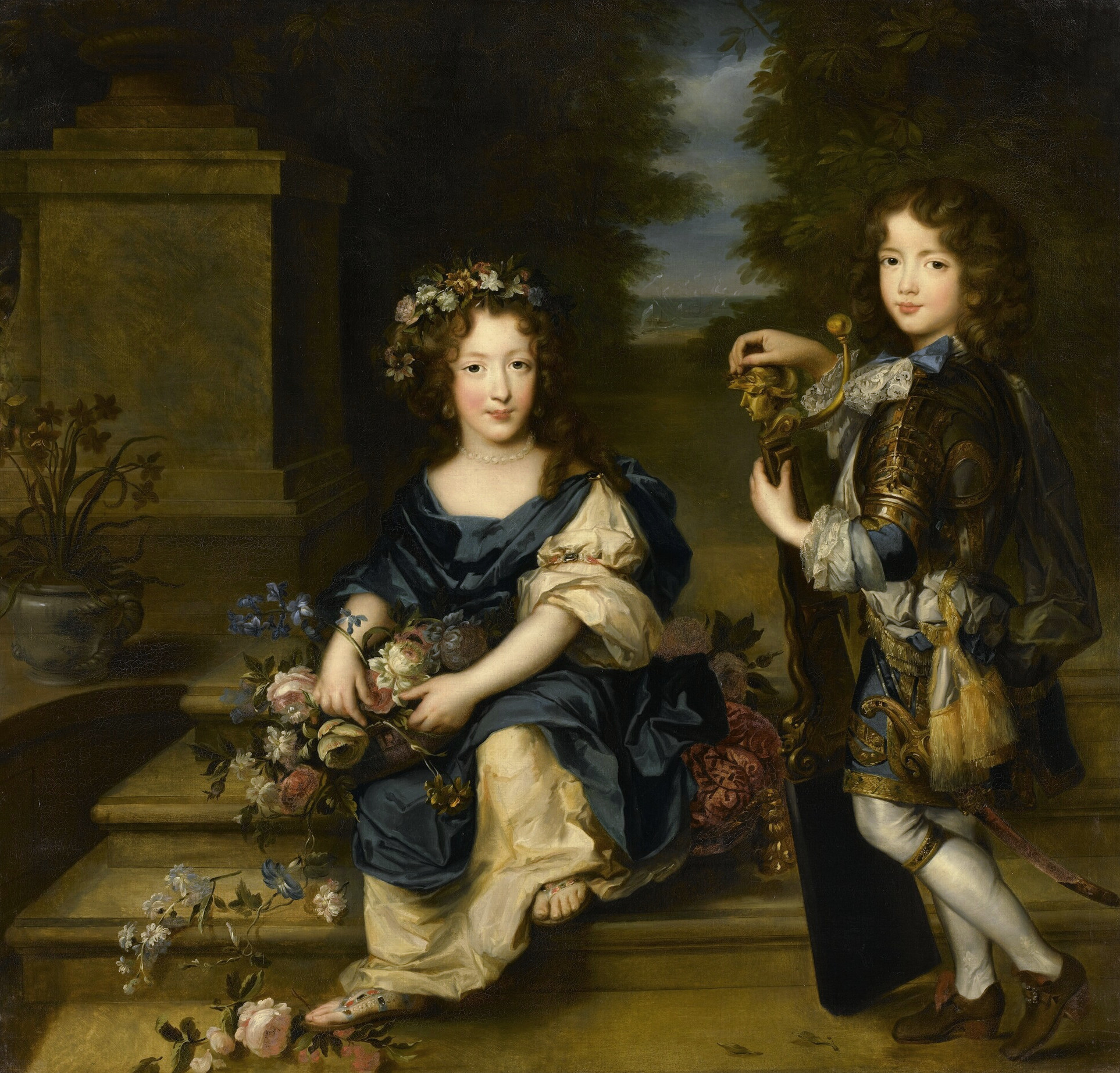
Luis, el conde Vermandois, en compañía de su hermana Mademoiselle de Blois.

Luis de Borbón, conde de Vermandois (Saint-Germain-en-Laye, Francia, 2 de octubre de 1667-Flandes, Bélgica, 18 de noviembre de 1683), fue el único varón sobreviviente de la relación entre Luis XIV de Francia y su amante Luisa de la Vallière.

## Primeros años de vida
Nació en Saint-Germain-en-Laye y como señal de su bastardía fue llamado Luis de Borbón, y no de Francia. Fue legitimado en 1669 cuando contaba con dos años de edad y aparejada a su legitimación se le entregó el patrimonio del Condado de Vermandois y se le nombró Almirante de Francia. Cuando era niño, su madre lo llamó Belle Maman por su hermosura, pues los dos hijos de Luisa de la Vallière heredaron su belleza.

## Vida pública
En 1674 su madre se retira a un convento carmelita, y él va a vivir al Palacio Real en París con su tío Felipe I de Orleáns y con su esposa Isabel Carlota del Palatinado. En el Palacio Real estuvo muy unido a su tía, a pesar de su conocida aversión por los hijos bastardos de Luis XIV. El cariño que la tía y sobrino se tenían el uno al otro nunca disminuyó. 
En la corte libertina conoció al más famoso amante de su tío, Felipe de Lorena, El caballero de Lorena de quien se dijo que sedujo al joven conde, comenzando a practicar Le vice italien ("el vicio italiano" en francés, una denominación de la época para la homosexualidad masculina). Ambos serían exiliados a Normandía en 1682 por orden del rey Luis XIV. Con el fin de encubrir el escándalo, se sugirió que el muchacho se casara tan pronto como fuese posible, una novia que se sugirió fue Ana Luisa Benedicta de Borbón, pero Luis fue exiliado antes de que algo pudiera materializarse.
En junio de 1682 Luis fue desterrado a Normandía. Para suavizar las relaciones entre padre e hijo, y por sugerencia de la duquesa de Orleáns que sentía gran afecto por el conde de Vermandois, el desterrado fue enviado como soldado a Flandes, en ese momento ocupado por tropas francesas. Allí Luis cayó enfermo, pero ignorando sus malestares continuó luchando en la batalla para recuperar el amor de su padre, aunque el médico de este le ordenó que se retirara a Lille para mejorar.

## Muerte
Murió en 1683 a los 16 años, fue sepultado en la Catedral de Arras, su tía y su hermana Mademoiselle de Blois quedaron enormemente consternadas con la noticia de su fallecimiento, su madre obsesionada por el pecado por el que nacieron sus hijos dijo que debía llorar más por su nacimiento que por su muerte, y su padre no se sintió conmovido en absoluto por el deceso.